# Мохамад Мохбер
Мохамад Мохбер е ирански политик, който става временен президент на Иран след смъртта на президента Ебрахим Раиси при катастрофата с хеликоптер във Варзакан на 19 май 2024 г. Мохбер също е 7-ият първи вицепрезидент на Иран от 2021 г.
Кариерата на Мохбер от млад революционер до държавен служител е съпътствана от обвинения в корупция, някои от които довели до разследвания, във връзка с приватизация на публични активи, търговия с вътрешна информация, нарушения на човешките права и принадлежност към ядрената програма. Това довежда до международни санкции срещу него и свързаните с него организации Sina Bank и Mostazafan. Mokhber е обект на вторични санкции (IRAN-EO13876), които ограничават глобалното му пътуване и финансова ликвидност.